# ガブリエル・フォン・ヴァイディッチ
ガブリエル・フォン・ヴァイディッチ（ハンガリー語: Gabriel von Wayditch, 1888年12月28日 - 1969年7月28日）はハンガリー出身のアメリカ合衆国の作曲家。生前に14作のグランドオペラを作曲した。

## 経歴
1888年、ブダペストで生まれた。父アロイジウス・ヴァイディッチ・フォン・ヴェルボヴァツ（Aloysius Wayditch von Verbovac）はペーチ大学の哲学教授で、母ヘレーナ・フォン・ドーンホーフ（Helena von Donhoff）はプロイセン貴族（男爵）の娘であった。知的な家庭環境に育ち、ブダペスト王立音楽院に進んでハンス・ケスラーに作曲を、エミール・フォン・ザウアーにピアノを学んだ。
1911年に渡米して劇場指揮者として活動を続ける間、人知れずブロンクスの自宅でオペラの作曲に勤しんだ。
存命中に舞台化されたオペラは、フリッツ・マーラーがフィラデルフィア音楽院において指揮した《（Horus）》のみであった。ヴァイディッチの手の込んだオペラは、たいてい百名あまりの楽団員と頻繁な舞台転換を必要としている。初期のオペラは後期ロマン主義様式に則っているのに対して、後年の作品は不協和になってはいるものの、決して無調を採用してはいない。台本は、ほとんどがマジャル語で書かれ、古い時代のはるか異国の地や、あるいはよその惑星を舞台に、込み入った歴史神話を描き出している。ヴァイディッチの驚異的な作品は、生前は知られてはいなかったが、歿後に関心が深まり、《カリフの魔術師スーとサー（The Caliph's Magician: Suh and Sah）》はブダペスト国立歌劇場附属管弦楽団によって、《ヘロデ王の眼前のイエス（Jesus Before Herod）》はサンディエゴ交響楽団によって商業的に録音された。

## 註記
1. ↑  Newmusicbox
2. ↑  CD